# Schleuse Mittenwalde
Die Schleuse Mittenwalde befindet sich am Kilometer 9,30 des  Nottefließes. Die Notte (offizielle Abkürzung Nt) war die erste längere von Menschen schiffbar gemachte Wasserstraße in der Mark Brandenburg. Sie mündet etwa einen Kilometer unterhalb der Schleuse Neue Mühle in die Dahme-Wasserstraße. Ihre Mündungsstrecke ist auf einen Kilometer Länge eine sogenannte sonstige Binnenwasserstraße des Bundes.

## Geschichte
Vermutlich wurde der Wasserlauf, bevor er teilweise kanalisiert und bevor Schleusen gebaut wurden bereits für den Warentransport bzw. zum Flößen genutzt. Um 1568 soll das Nottefließ erstmals umfangreich schiffbar gemacht worden sein. Im 16. Jahrhundert war der Bau von Schleusen in der einfachen Form der Buschschleuse in der Mark Brandenburg bekannt. Von daher ist es möglich, dass bereits 1568 eine oder mehrere Schleusen in der Notte angelegt wurden um den Wasserstand dauerhaft und von der Jahreszeit unabhängig zu regulieren. Die Wasserstraße ist circa 25 Kilometer lang und nahm für die Ziegeleiindustrie eine zentrale Rolle beim Transport der Produkte nach Berlin ein.

## Schleuse
In den Jahren 1818/19  wurde eine massive Schleusenkammer gebaut. Ein Ersatz der alten Schleuse erfolgte 1960. Die Schleusenkammer hat gerade Wände und eine nutzbare Länge zwischen den Tornischen von etwa zwanzig Meter und eine maximale Nutzbreite von 5,20 Meter. Das Ober- und das Unterhaupt der Schleusenkammer werden durch Stemmtore verschlossen. Östlich der Schleuse befindet sich das dazugehörige Wehr.
Heute ist der Kanal aufgrund der niedrigen Brücke in Königs Wusterhausen für die Frachtschifffahrt nicht mehr nutzbar. Die Schleuse verfügt über eine Bootsschleppe. Verantwortlich für den Betrieb ist der Wasser- und Bodenverband Dahme-Notte. Schleusungen sind nach Voranmeldung von Montag bis Donnerstag in der Zeit von 07:00 bis 16:00 Uhr und am Freitag von 07:00 bis 13:00 Uhr unter der Telefonnummer 033764 - 24 5880, möglich.